# 畑山敏夫
畑山 敏夫（はたやま としお、1953年4月14日 - ）は、日本の国際政治学者、佐賀大学教授。

## 来歴
大阪府出身。1977年大阪市立大学法学部卒業、1983年同大学院法学研究科博士課程単位取得満期退学。1980-1982年パリ第2大学講師、1985年佐賀大学教養部講師、1987年助教授、1995年教授、1996年10月経済学部教授。2007年「現代フランスの新しい右翼 ルペンの見果てぬ夢」で大阪市大法学博士。

## 著書
- 『フランス極右の新展開 ナショナル・ポピュリズムと新右翼』国際書院 1997
- 『現代フランスの新しい右翼 ルペンの見果てぬ夢』法律文化社 2007
- 『フランス緑の党とニュー・ポリティクス 近代社会を超えて緑の社会へ』吉田書店 2012

### 共編著
- 『実践の政治学』平井一臣共編 法律文化社 2001
- 『現代政治のパースペクティブ 欧州の経験に学ぶ』丸山仁共編著 法律文化社 2004
- 『新・実践の政治学』平井一臣共編 法律文化社 2007
- 『ポスト・フクシマの政治学 新しい実践の政治学をめざして』平井一臣共編著 法律文化社 2014

## 論文
- 畑山敏夫